# Bitva u San Felice
Bitva u San Felice byla střetnutím mezi budoucím českým králem Karlem IV. a jeho italskými spojenci na jedné straně a ligou z Castelbaldo, koalicí Lucemburkům nepřátelských italských měst na straně druhé. K bitvě došlo 25. listopadu 1332 u San Felice v oblasti Modeny.
Po odjezdu Jana Lucemburského ze severu Itálie, jejíž část se český král snažil ovládnout, zůstal jeho syn Karel pod dozorem Ludvíka Savojského. Když se však začala vytvářet protilucemburská liga pánů z Milána, Verony, Ferrary a Mantovy v roce 1332 (spolek měst, která nesouhlasila s vlivem Lucemburků v Itálii), Ludvík Karla zradil a utekl. Od této chvíle musel budoucí český král situaci čelit sám.
S pomocí svých přátel a spojenců sehnal dohromady zhruba 600 pěšáků a 200 rytířů[zdroj?]. K bitvě došlo v San Felice u hradu Rocca Estense. Ačkoliv byl Karel zraněn, mohl se radovat ze své první vyhrané bitvy. Bitva trvala od druhé hodiny odpolední až do večera. I přes jeho vítězství se však lucemburské panství v Itálii dosti zmenšilo.
Karel IV. o bitvě píše v 5. kapitole vlastního životopisu Vita Caroli. Šestnáctiletý princ Karel byl před bitvou pasován na rytíře. V bitvě, do které šli podle jeho tvrzení s 1200 jezdci a 6000 pěších, přišel o koně a když jej spolubojovníci zvedali, měl zoufalý pocit, že už jsou skoro poraženi, ale nakonec se nepřátelé dali na útěk a „800 jezdců jsme zajali a 5 000 pěších pobili“. Zvrat v bitvě Karel přisuzoval boží milosti a přímluvě sv. Kateřiny, na jejíž svátek den bitvy 25. listopadu připadl, proto ji po celý život horlivě uctíval, jak dokládají mnohá umělecká díla nebo např. založení kostela sv. Kateřiny s klášterem augustiniánek na Novém Městě k 23 výročí bitvy.